# Cahit Kayaoğlu
Cahit Kayaoğlu (* 11. Oktober 1974 in Elazığ) ist ein türkischer Schauspieler, der durch seine Rolle als Cahit Kaya in der Serie Tal der Wölfe – Hinterhalt bekannt ist.

## Leben
Vor seiner Karriere als Schauspieler war Kayaoğlu Polizist. Necati Şaşmaz, Hauptdarsteller der erfolgreichen türkischen Fernsehserie Tal der Wölfe, bat Kayaoğlu in der Sendung mitzuspielen. Kayaoğlu nahm das Angebot an. Bis dahin verfügte er über keinerlei Film-, Fernseh- oder Schauspielerfahrung.

## Filmografie (Auswahl)
- 2008–2016: Tal der Wölfe – Hinterhalt (Kurtlar Vadisi Pusu, Fernsehserie)
- 2017 Tal der Wölfe – Vaterland (Kurltar Vadisi Vatan)